# Bảo tàng Petrie về Khảo cổ học Ai Cập

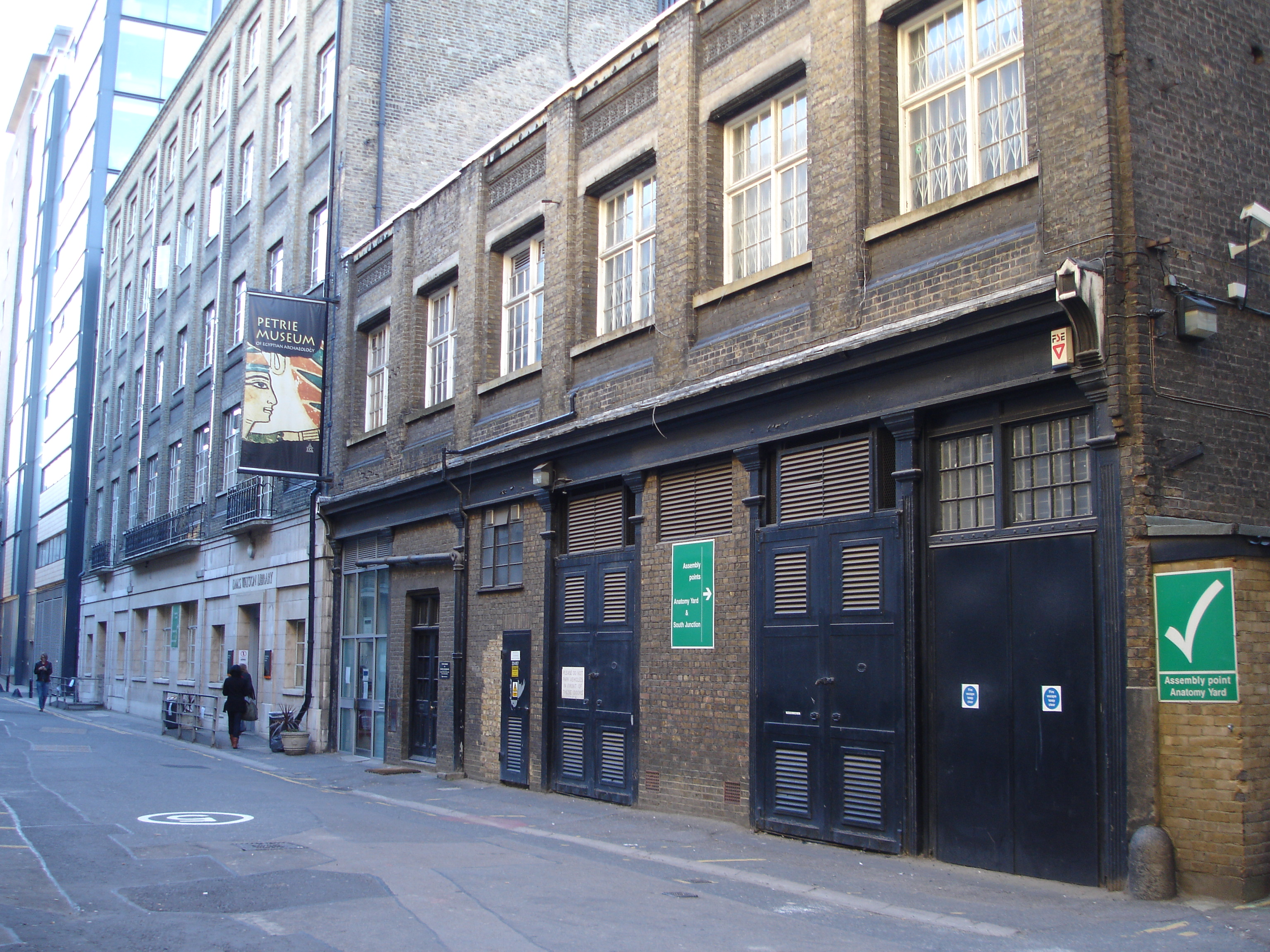
Bảo tàng Khảo cổ học Ai Cập Petrie

Bảo tàng Petrie về Khảo cổ học Ai Cập là một bộ phận của trường University College London (UCL) tại Anh. Bảo tàng lưu giữ hơn 80.000 vật thể và được xếp vào danh sách những bộ sưu tập hàng đầu thế giới về những món cổ vật đến từ Ai Cập và Sudan.

## Lịch sử
Bảo tàng Petrie về Khảo cổ học Ai Cập được thành lập vào năm 1892, được coi là một nguồn tài liệu giảng dạy cho khoa Khảo cổ học và Triết học Ai Cập tại Đại học Cao đẳng Luân Đôn. Bộ sưu tập ban đầu được quyên tặng bởi Amelia Edwards, một nữ tiểu thuyết gia người Anh.
Vị giáo sư đầu tiên, William Matthew Flinders Petrie, đã tiến hành nhiều cuộc khai quật quan trọng tại Ai Cập. Vào năm 1913, ông đã bán bộ sưu tập cổ vật Ai Cập của mình cho Đại học Cao đẳng Luân Đôn, và biến nơi đây trở thành một trong những bảo tàng nổi tiếng hàng đầu bên ngoài Ai Cập.
Ban đầu, bảo tàng không được mở cửa cho công chúng, khách tham quan của bảo tàng chính là những sinh viên và học giả. Trong Thế chiến thứ hai (1939 - 1945), toàn bộ cổ vật đều được di dời ra khỏi Luân Đôn để giữ an toàn. Vào đầu thập niên 1950, bộ sưu tập cổ vật đã được chuyển về một nơi mới, nhưng vẫn nằm sát thư viện của trường Đại học Cao đẳng.

## Triển lãm
Bảo tàng được chia thành 3 phòng trưng bày. Phòng chính là nơi trưng bày những tượng nhỏ, cùng với những bức chân dung của xác ướp và những mảnh vỡ của các tấm bia. Phòng thứ hai là bộ sưu tập những đồ vật bằng gốm sứ. Phòng trưng bày thứ ba nằm dọc theo một cầu thang dẫn xuống lối thoát hiểm, do một số hiện vật nhạy cảm với ánh sáng, được cất trong tủ kính.
Nhiều hiện vật đã được số hóa và có thể được xem trực tuyến.

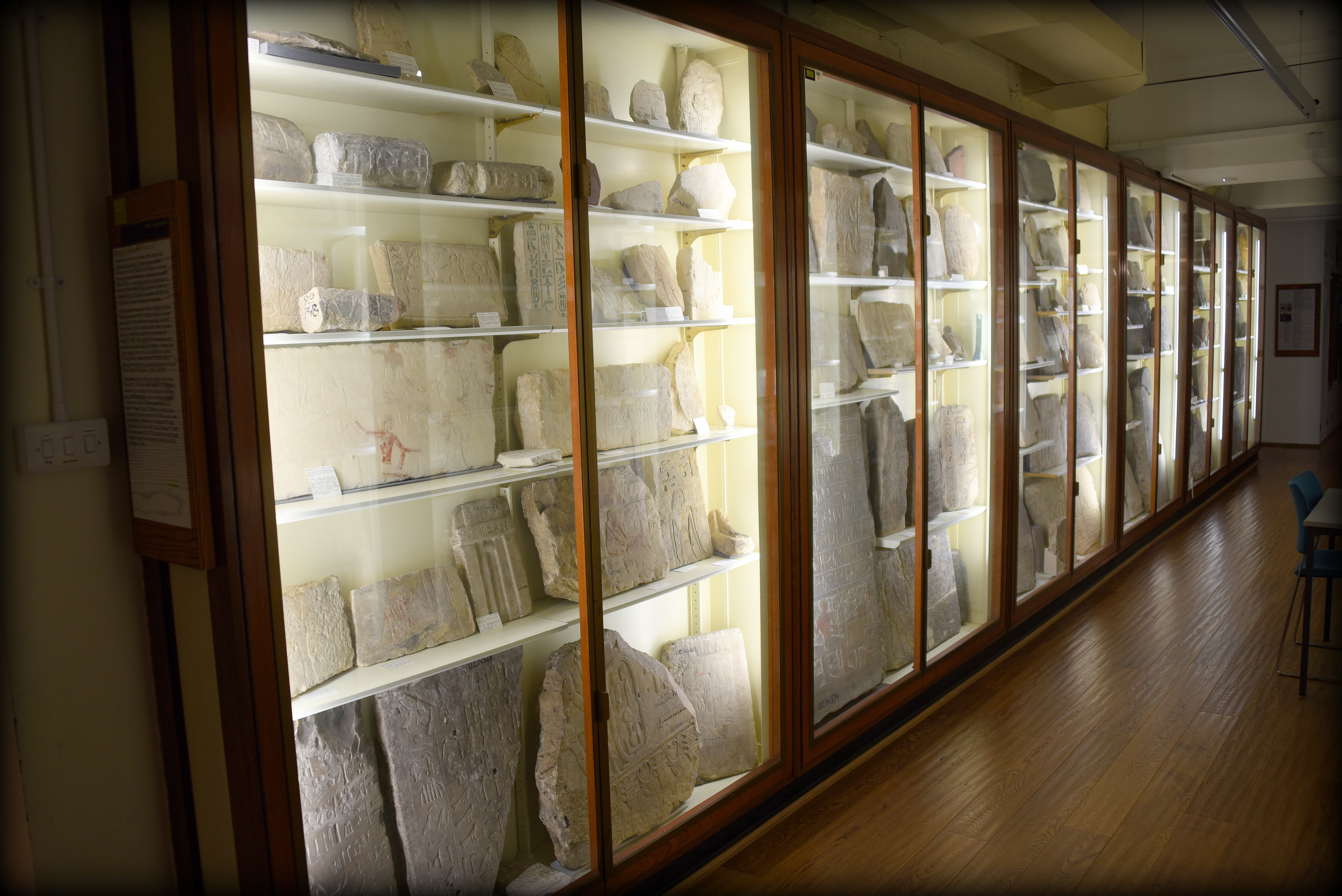
Mảnh vỡ của những tấm bia
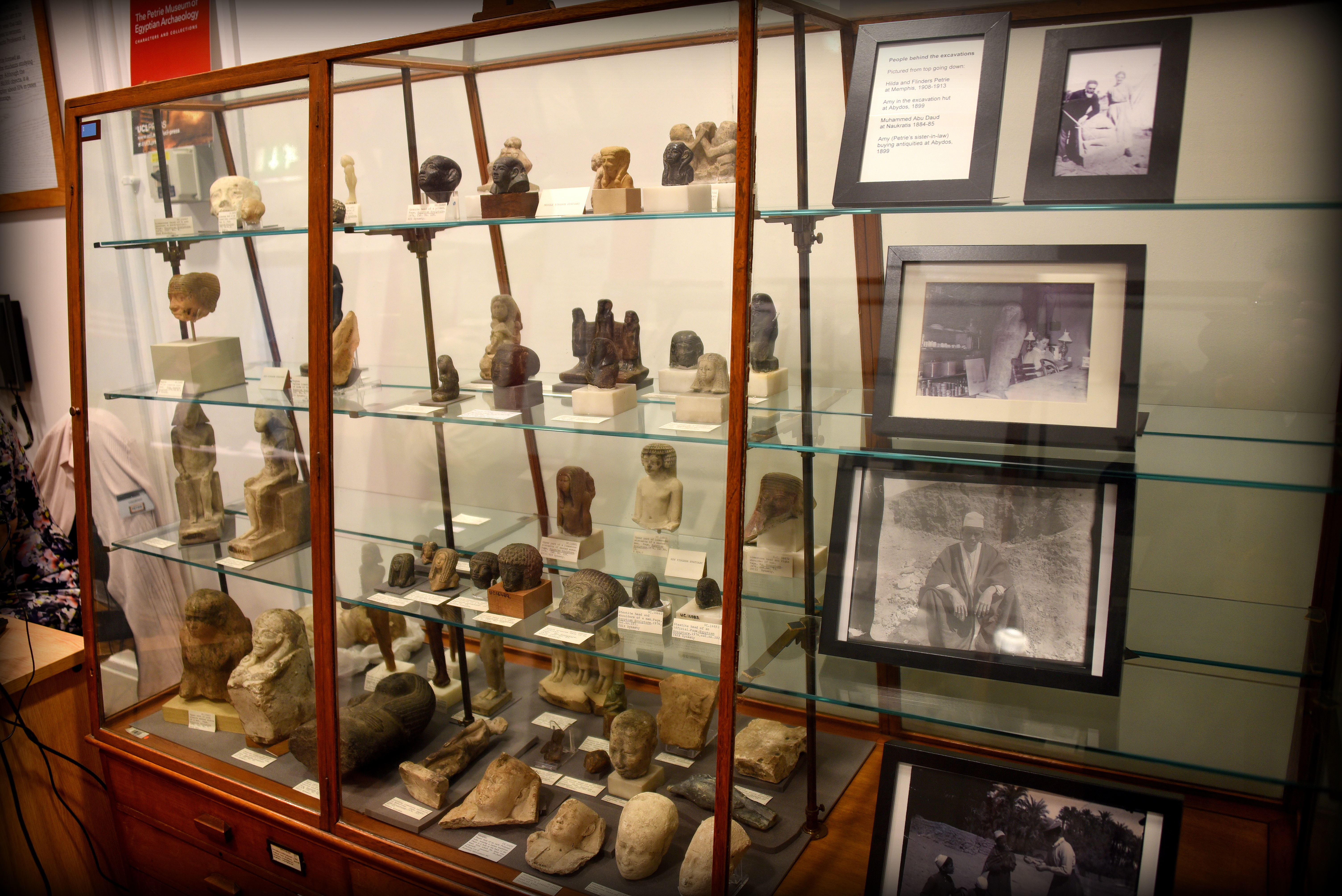
Những pho tượng nhỏ
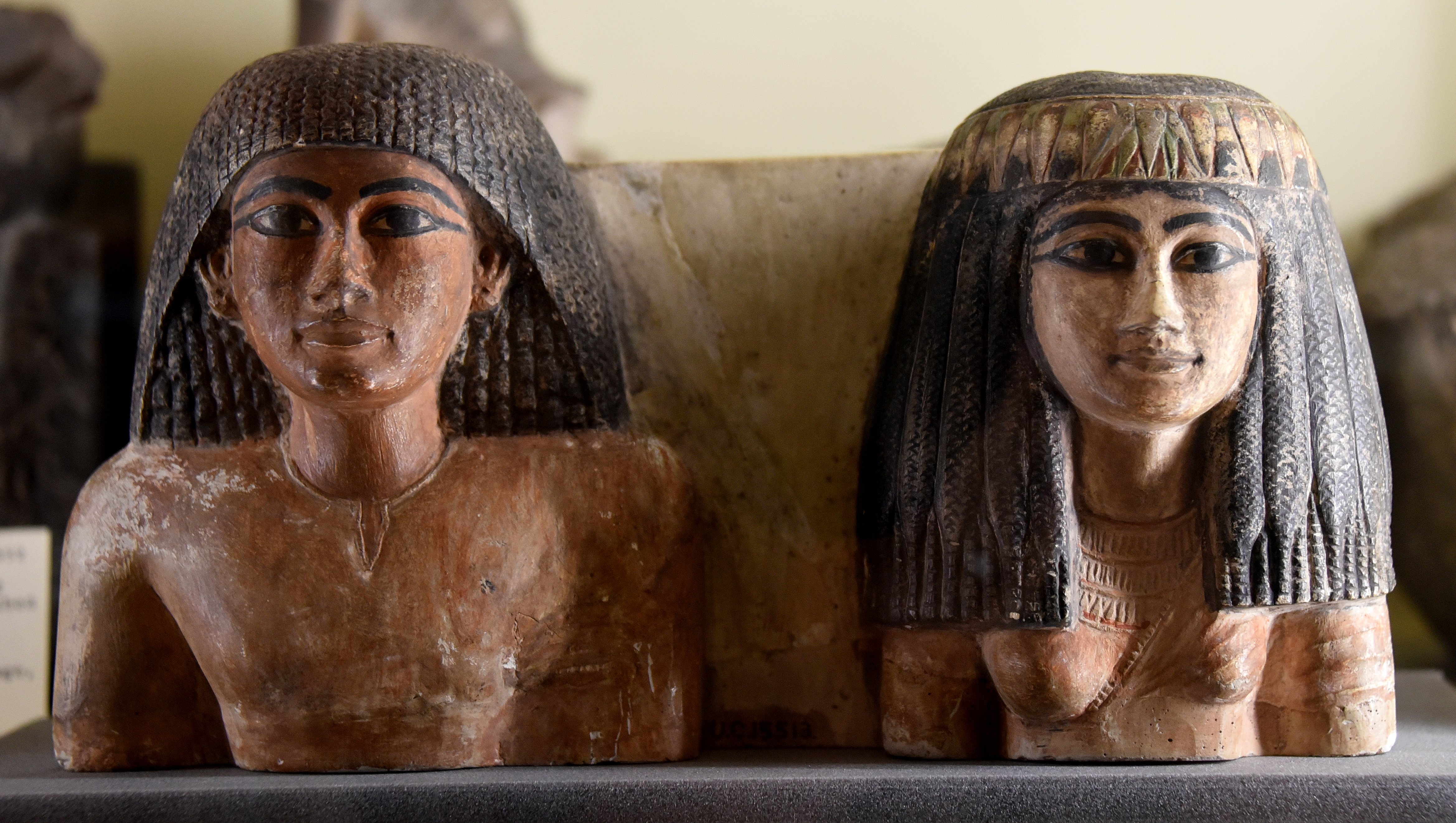
Tượng bán thân của hai vợ chồng thuộc Vương triều thứ 18
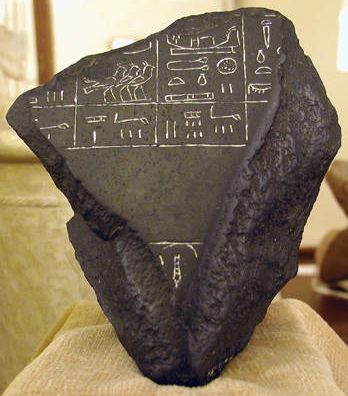
Phiến đá Palermo tại Bảo tàng Petrie
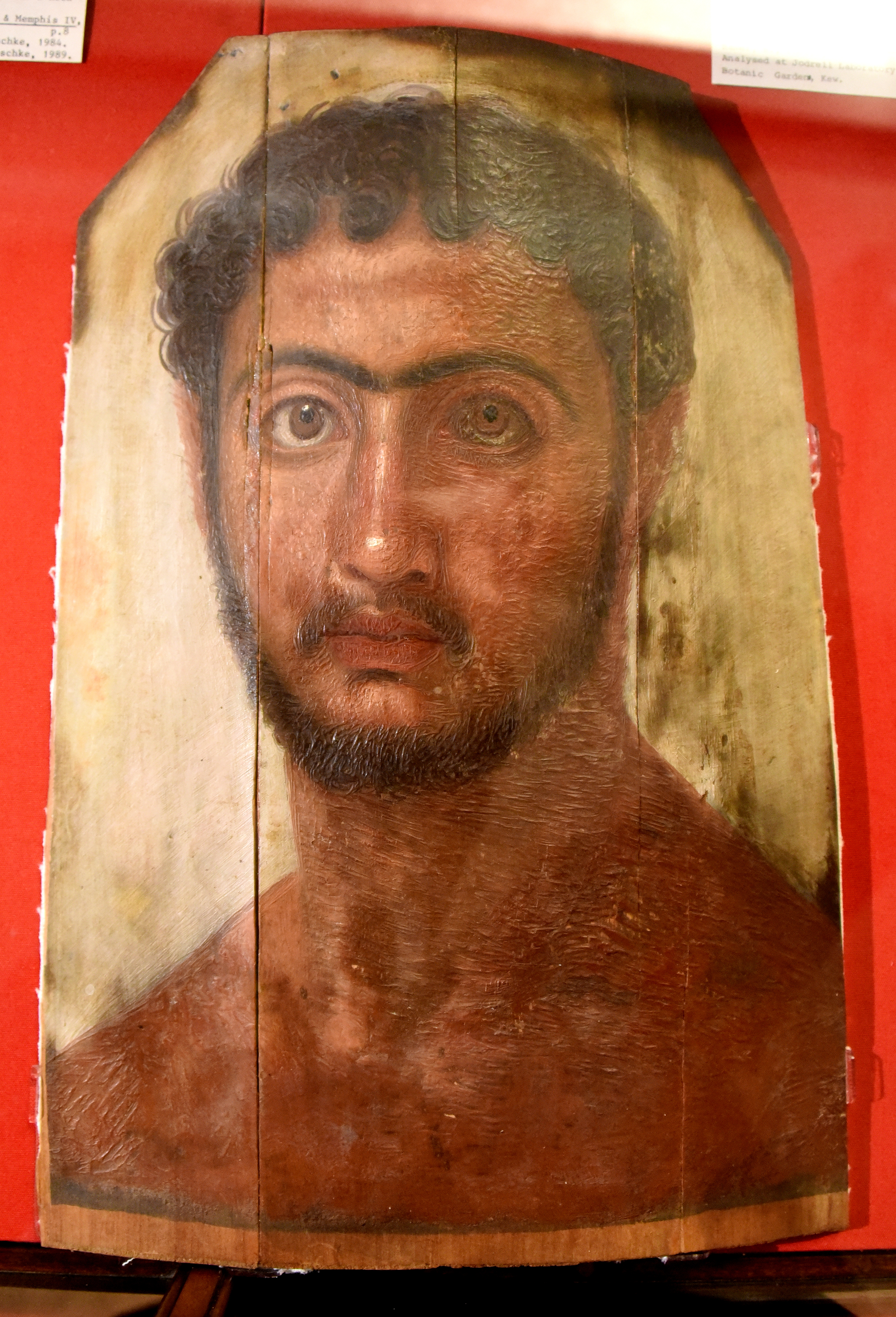
Chân dung một xác ướp (Hawara)

## Sách tham khảo
- Alice Stevenson (chỉnh sửa) (2015), Petrie Museum of Egyptian Archaeology: Characters and Collections, Nhà xuất bản UCL ISBN 9780856981692